# Blaricummermeent

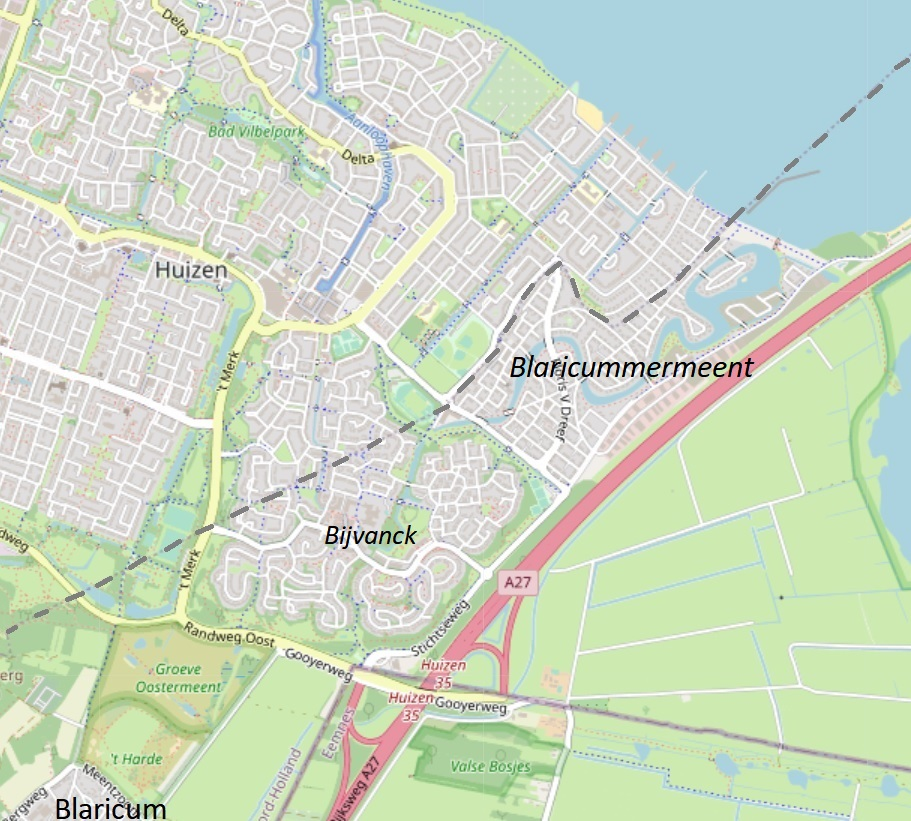
ligging Blaricummermeent

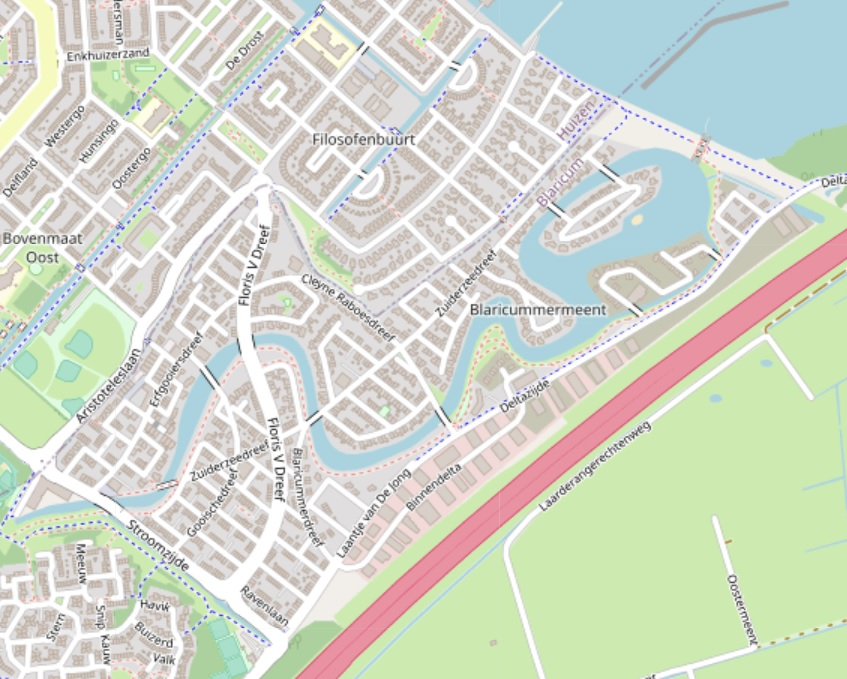
straten in de Blaricummermeent

De Blaricummermeent is een nieuwe woonwijk aan de noordzijde van Blaricum in de provincie Noord-Holland. De wijk grenst aan de westzijde aan Huizen met aan de noordzijde het Gooimeer en oostelijk de A27. De Blaricummermeent wordt van de A27 gescheiden door een geluidswal en ongeveer 7,5 hectare bedrijvenpark.
In de Blaricummermeent komen totaal ongeveer 1000 nieuwe woningen. Zo’n 10% zal door particulieren worden gebouwd op een vrije kavel. Ook komen er woonwerkwoningen en zorgwoningen. De dichtheid van het plan bedraagt circa 20 woningen per hectare. 
Aan de Deltazijde staat de horecagelegenheid Bruis. Kunstwerk  ’t Tussenom geeft informatie over de geschiedenis van de wijk.

## Historische relaties
Bij de opzet van de Blaricummermeent is gestreefd naar een relatie met de dorpse uitstraling van het oude dorp Blaricum. Zo zijn er kronkelige verzamelwegen en rechte woonstraten die zijn gebaseerd op de oude polderverkaveling.
De Blaricummermeent werd sinds 1280 door graaf Floris V van Holland in bruikleen gegeven aan de Erfgooiers. Zij brachten het vee over dreven naar het veld. De namen van de wijkontsluitingswegen werden daarom gekoppeld aan het woord dreef: Zuiderzeedreef, Gooischedreef, Stroomzijde, Blaricummerdreef en Floris V Dreef. Op elk van de zes pleinen in de Blaricummermeent is voor de herkenbaarheid een grote boom geplant.
Het nieuw gegraven water de Meentstroom werd aangelegd als verwijzing naar een vroegere zijtak van de rivier de Eem die hier ooit liep. De Meentstroom meandert vanuit de Huizense wijk Bijvanck via de Blaricumse keersluis uit in het Gooimeer. Over de stroom liggen in totaal 14 betonbruggen. Langs de Meentstroom loopt een 2,5 kilometer lang park door twee verschillende delen van het plan: Stroom en Delta. Deelgebied Stroom is het hoger gelegen gedeelte en grenst aan de Bijvanck en aan wijk het Vierde Kwadrant van Huizen. Er staan veel woningen met een schuine kap. In het lager gelegen deelgebied Delta staan veel huizen met platte daken. 
De eerste straatnamen werden genoemd naar negentiende-eeuwse schilders die Blaricum bekendheid gaven zoals Piet Mondriaan, Jozef Israëls, Bart van der Leck, Herman Kruyder en Lou Loeber. Andere straatnamen verwijzen naar oud-Blaricummers die iets voor het dorp hebben betekend: Laantje van Vos, Lanphenlaan, De Graaflaan, Ter Weijdenlaan, Krijnenlaan, Ravenlaan, Rokebrandlaan, De Gooijerlaan, Laantje van Borsen, Van der Veenlaan en Laantje van Rozendaal. Het Laantje van Puijk verwijst naar de oude molenaar van de korenmolen die hier tot 1928 stond.

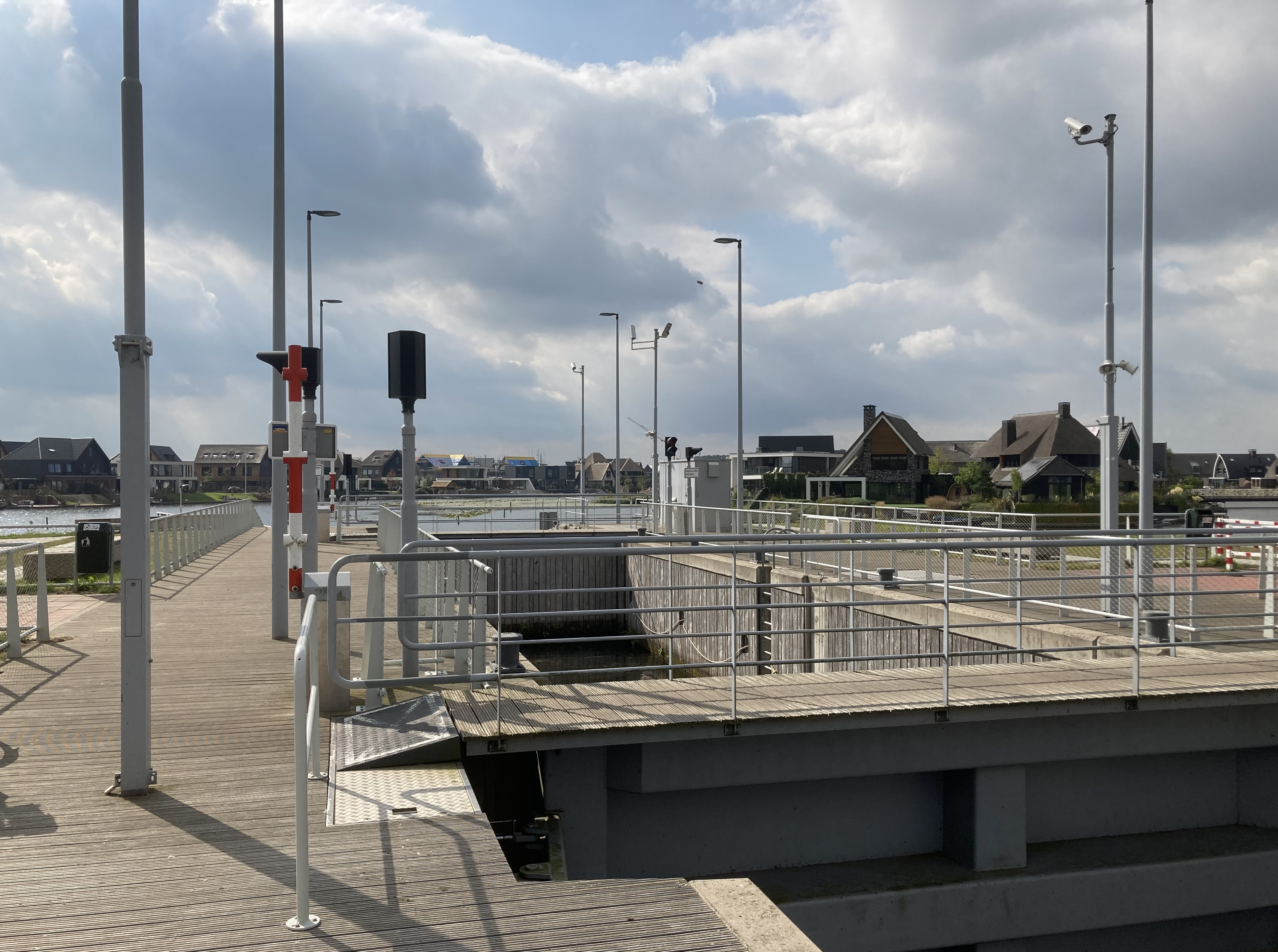
Blaricumse Sluis, kijkend in de richting van de Blaricummermeent

## Blaricumse Sluis
De Blaricumse Sluis beschermt de Blaricummermeent tegen buitendijkse hoge waterstanden. De sluis maakt onderdeel uit van de waterkering langs het Gooimeer. De dubbele deuren van deze schutsluis waarborgen het juiste veiligheidsniveau tegen inundaties van het achterland. De loopplank op de buitendeuren van de sluis zorgt dat wandelaars en fietsers de sluiskolk kunnen oversteken. Door de sluiskolk van 20 bij 6 meter kunnen pleziervaartuigen de wijk in en uitvaren. De sluisdeuren worden met cameratoezicht vanuit Amsterdam bediend door Waternet. De sluis werd op 19 december 2012 officieel geopend door de Blariumse burgemeester J.N. de Zwart-Bloch en dijkgraaf J. de Bondt van waterschap Amstel, Gooi en Vecht.

## Foto's

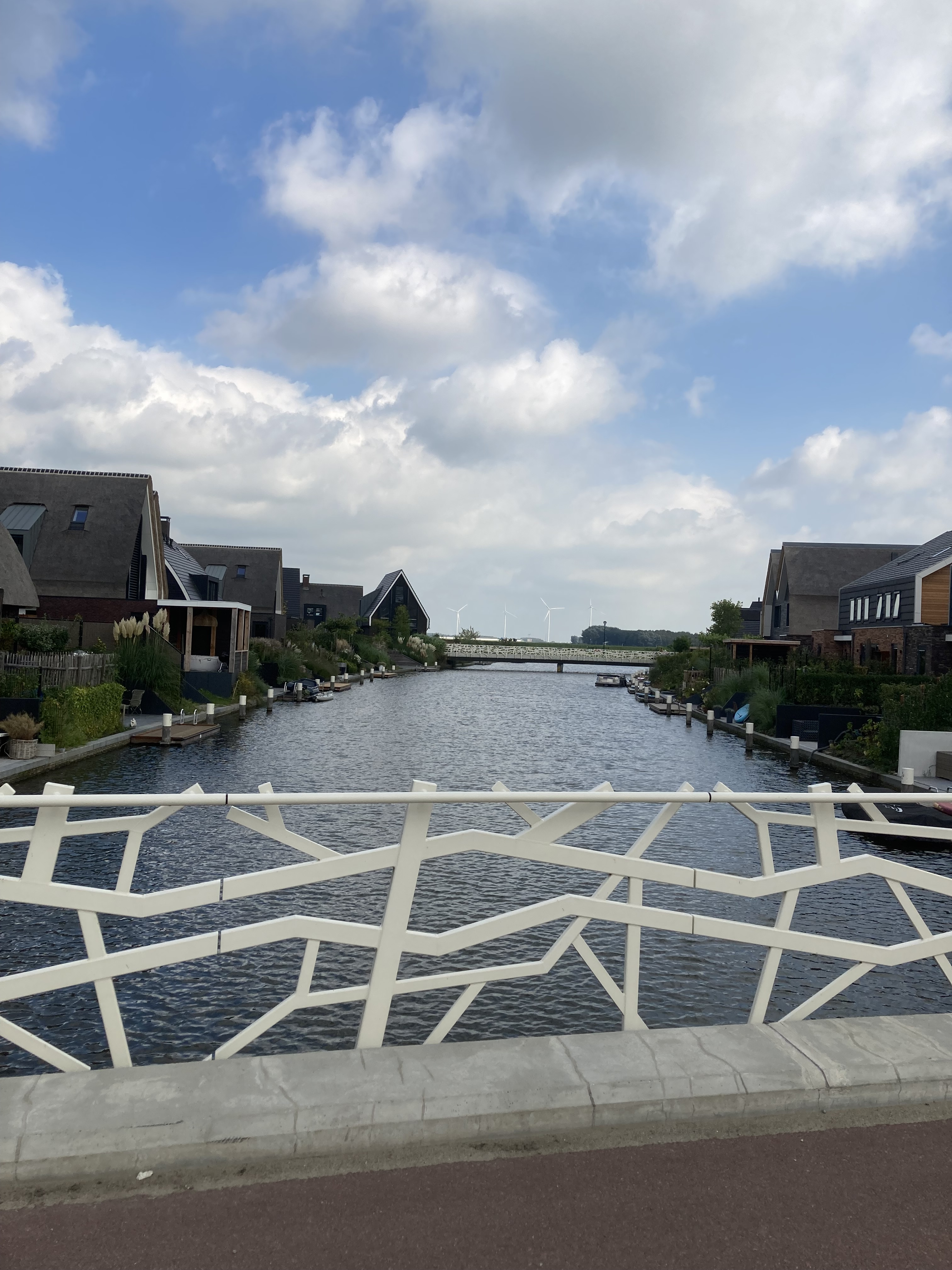
Laantje van Bruijn (rechts)
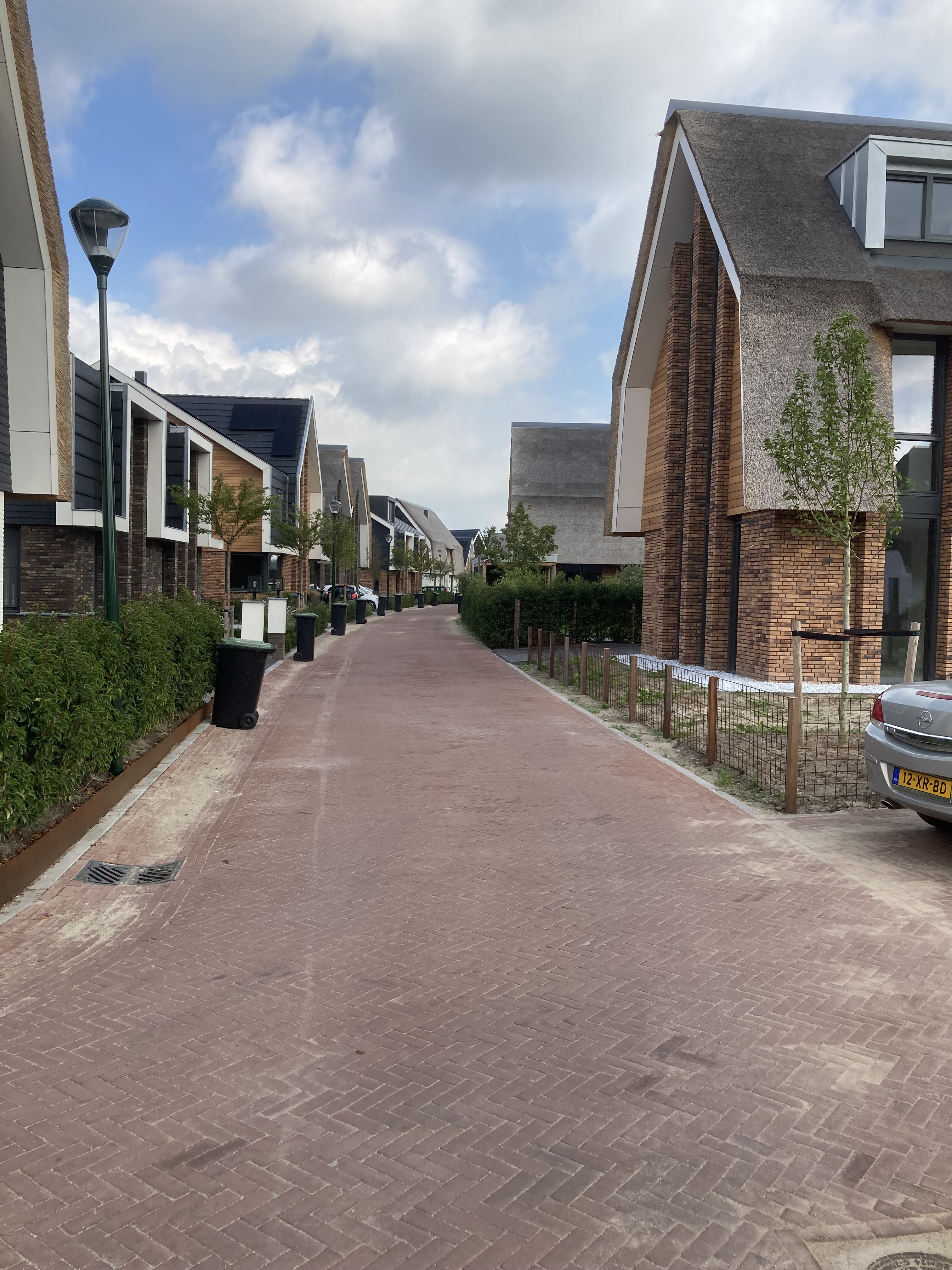
Laantje van Bruijn
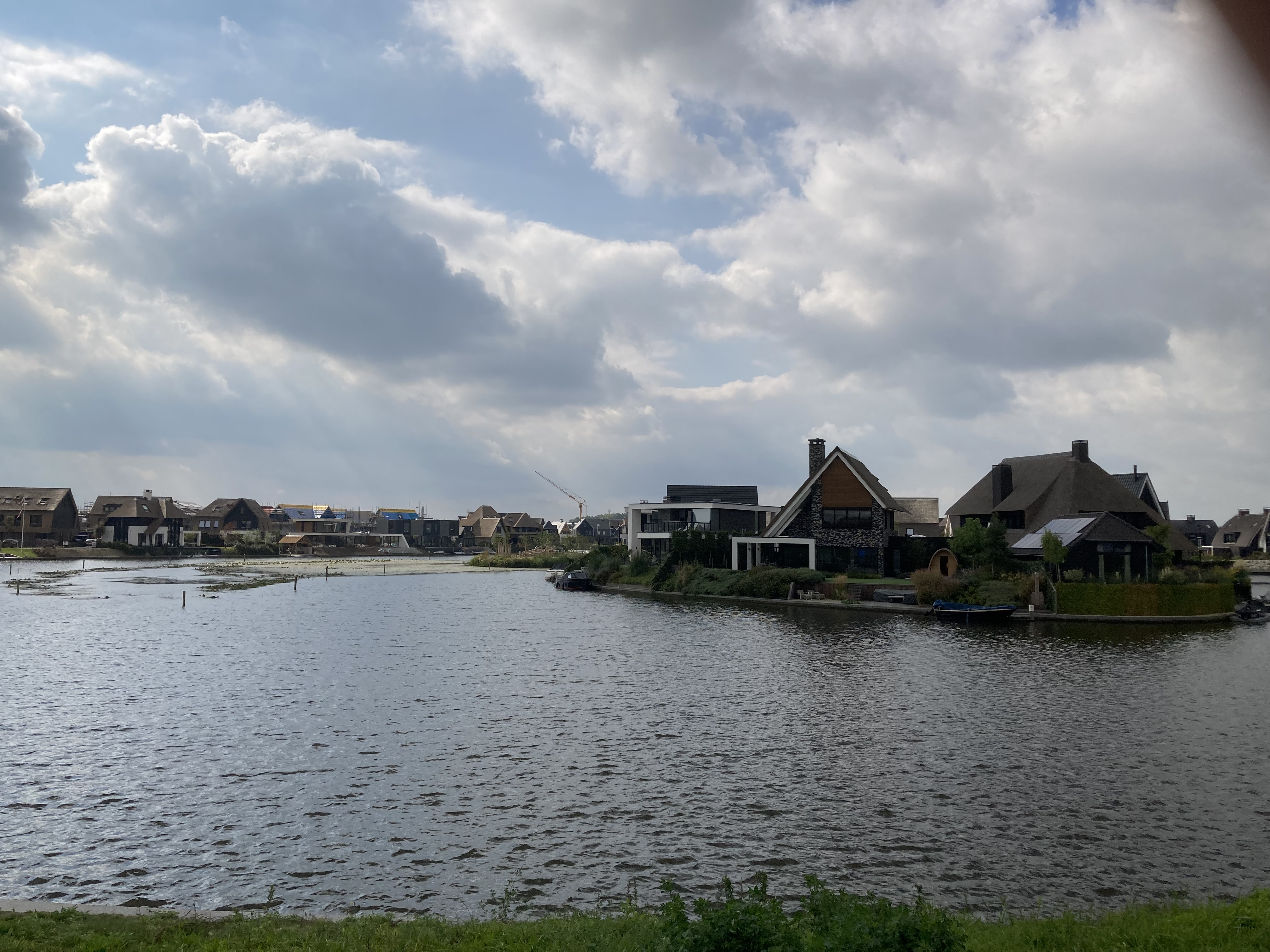
vanaf Gooimeer
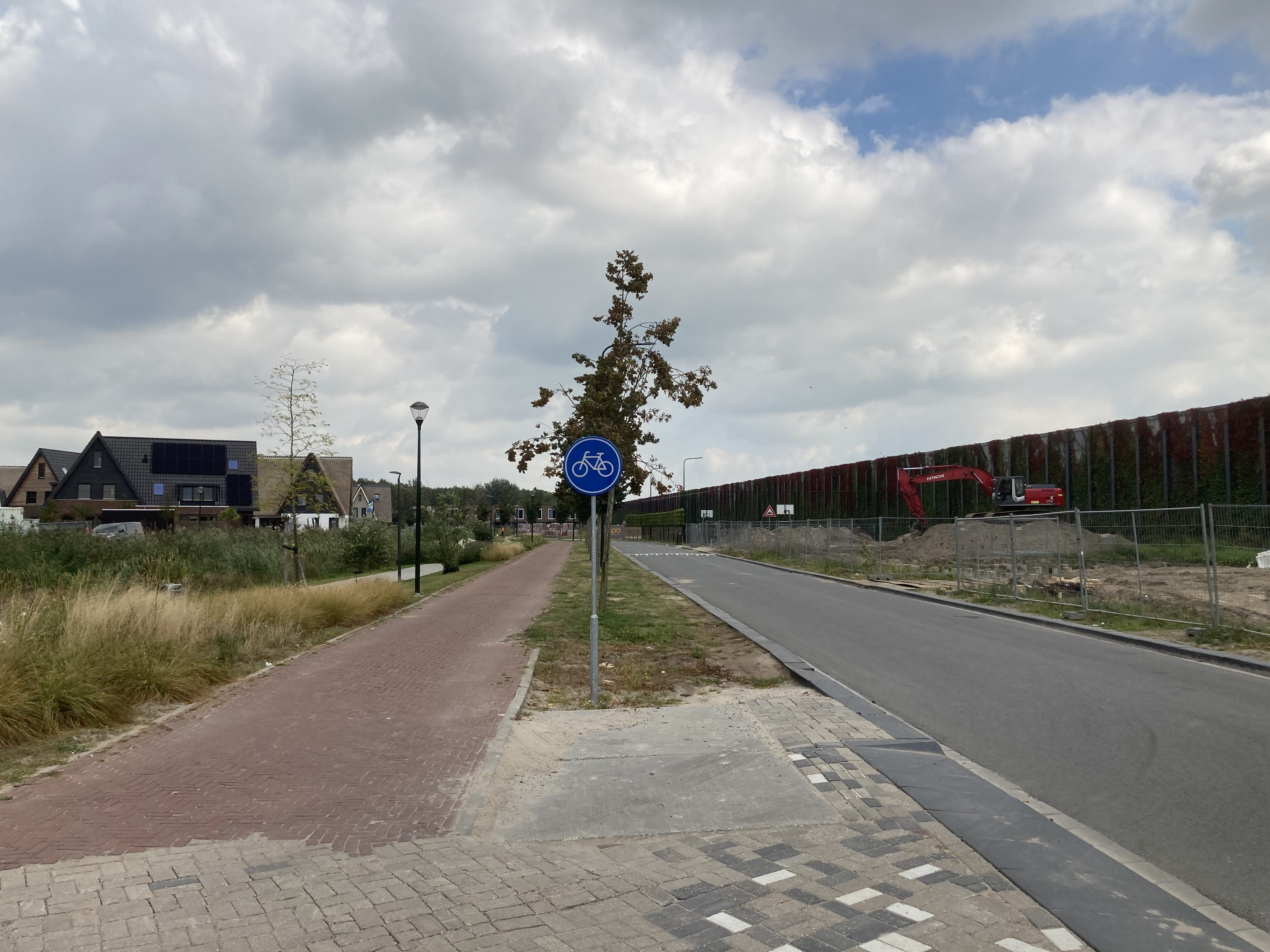
Deltazijde, rechts de geluidswand
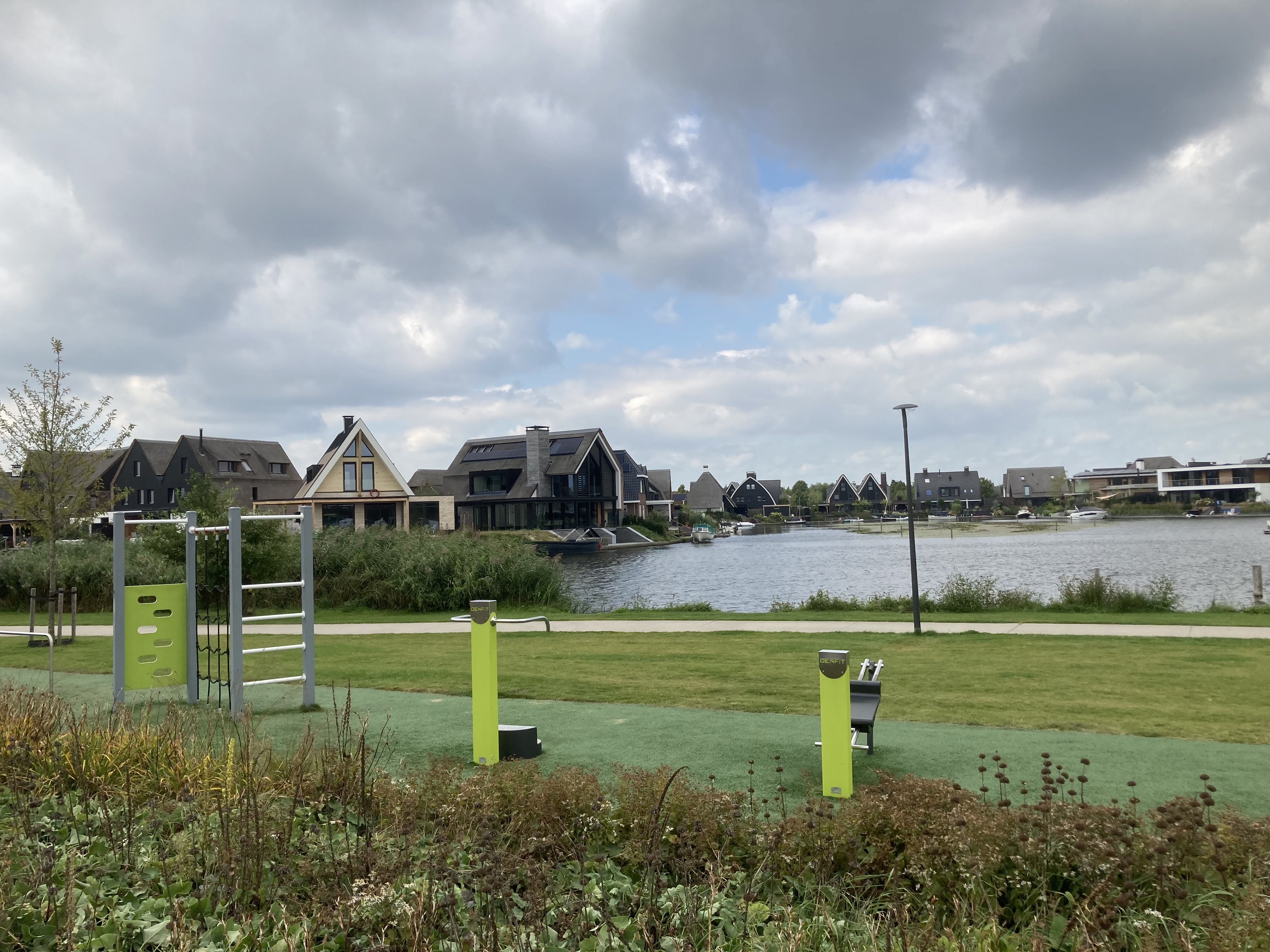
vanaf de Deltazijde
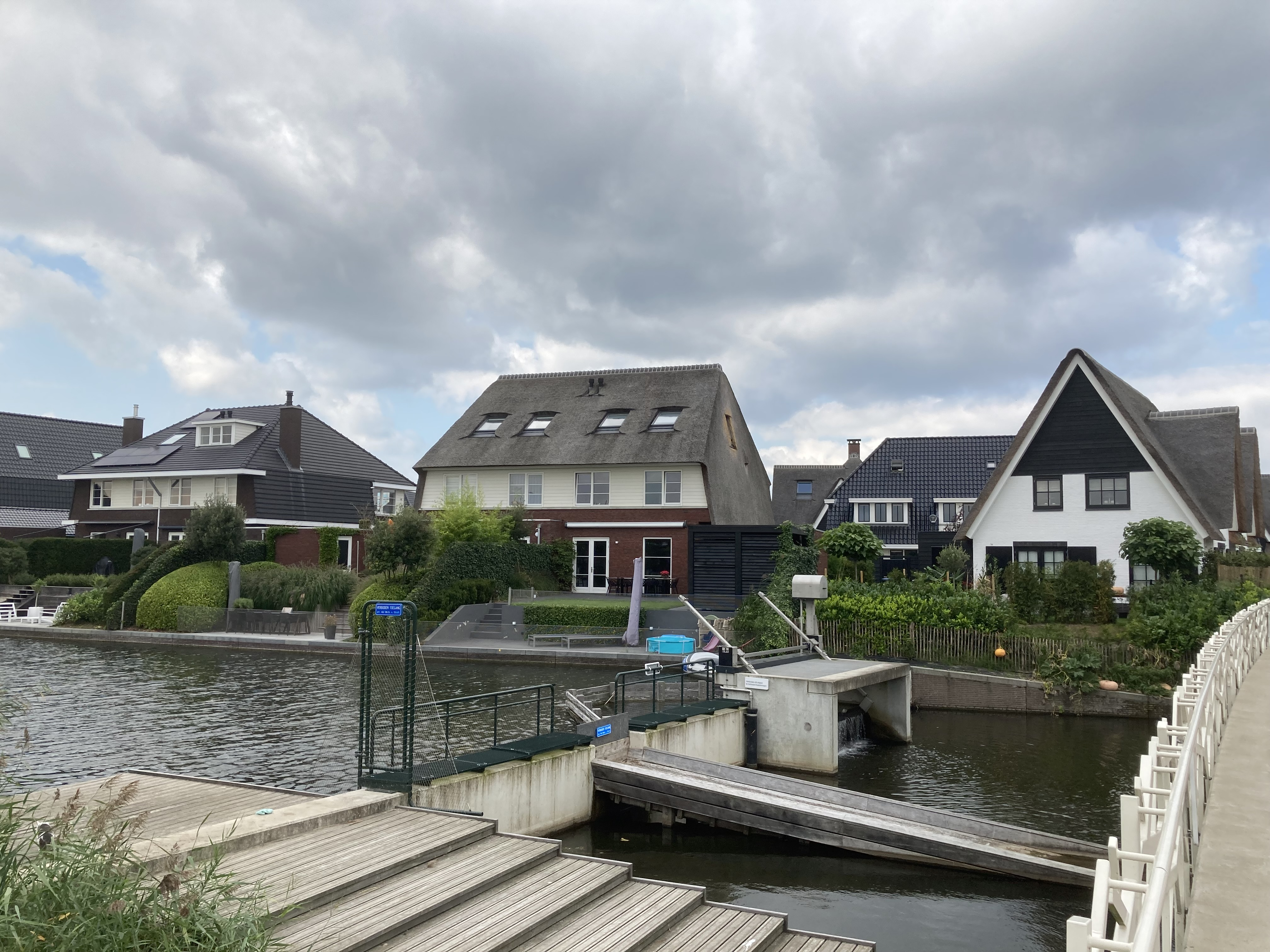
Zuiderzeedreef
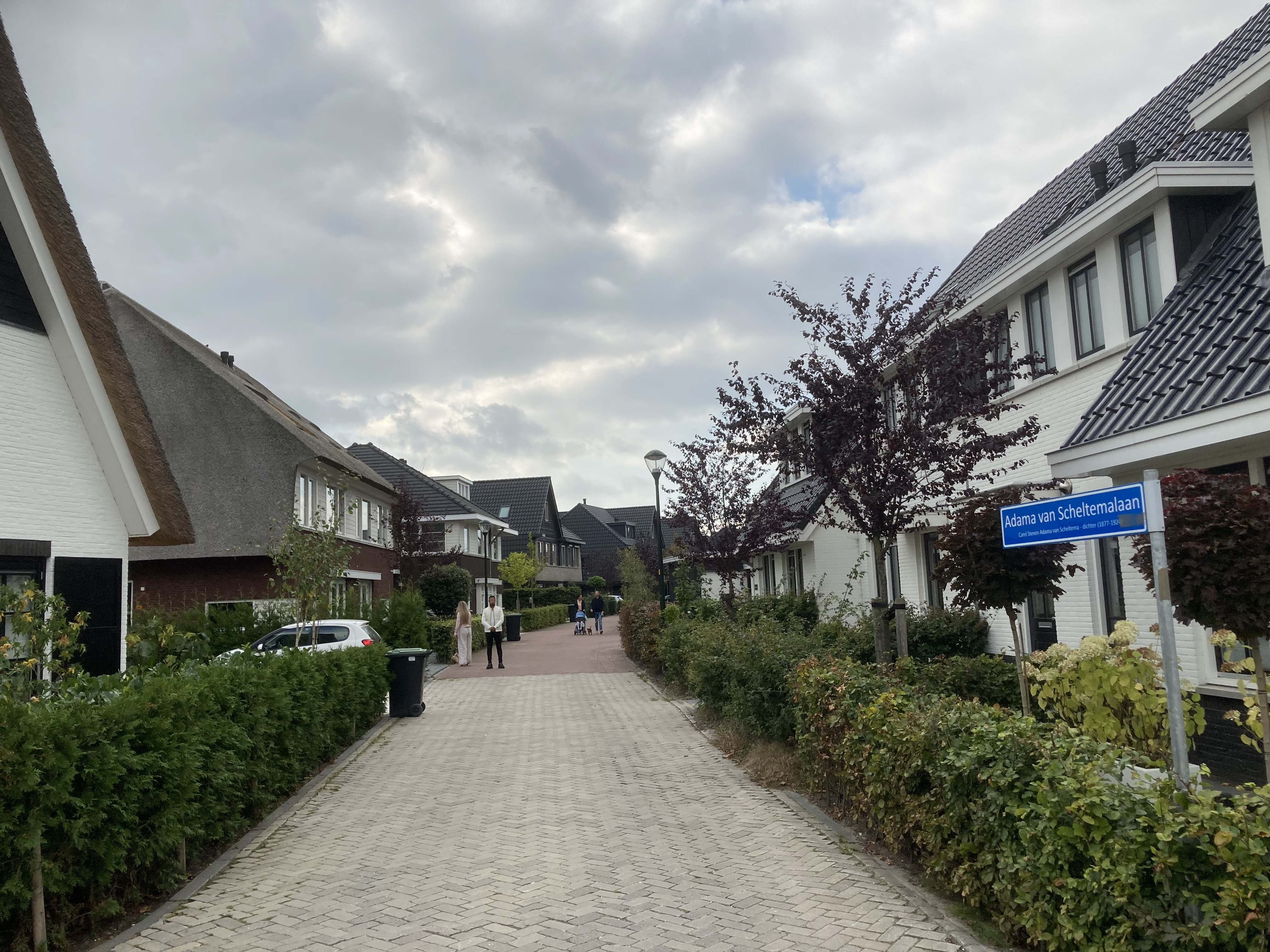
Adama van Scheltemalaan
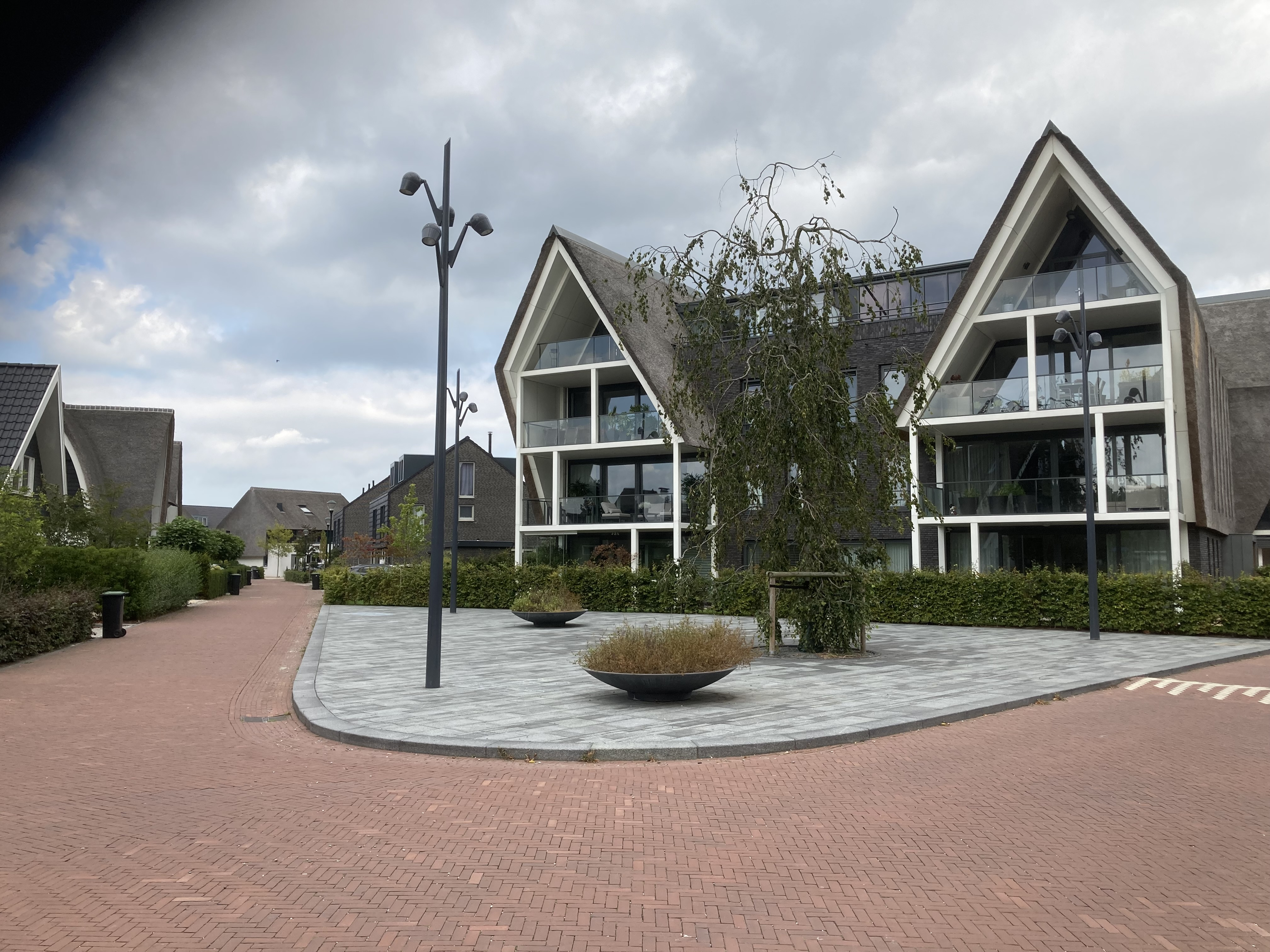
Zuiderzeedreef-Gooischedreef
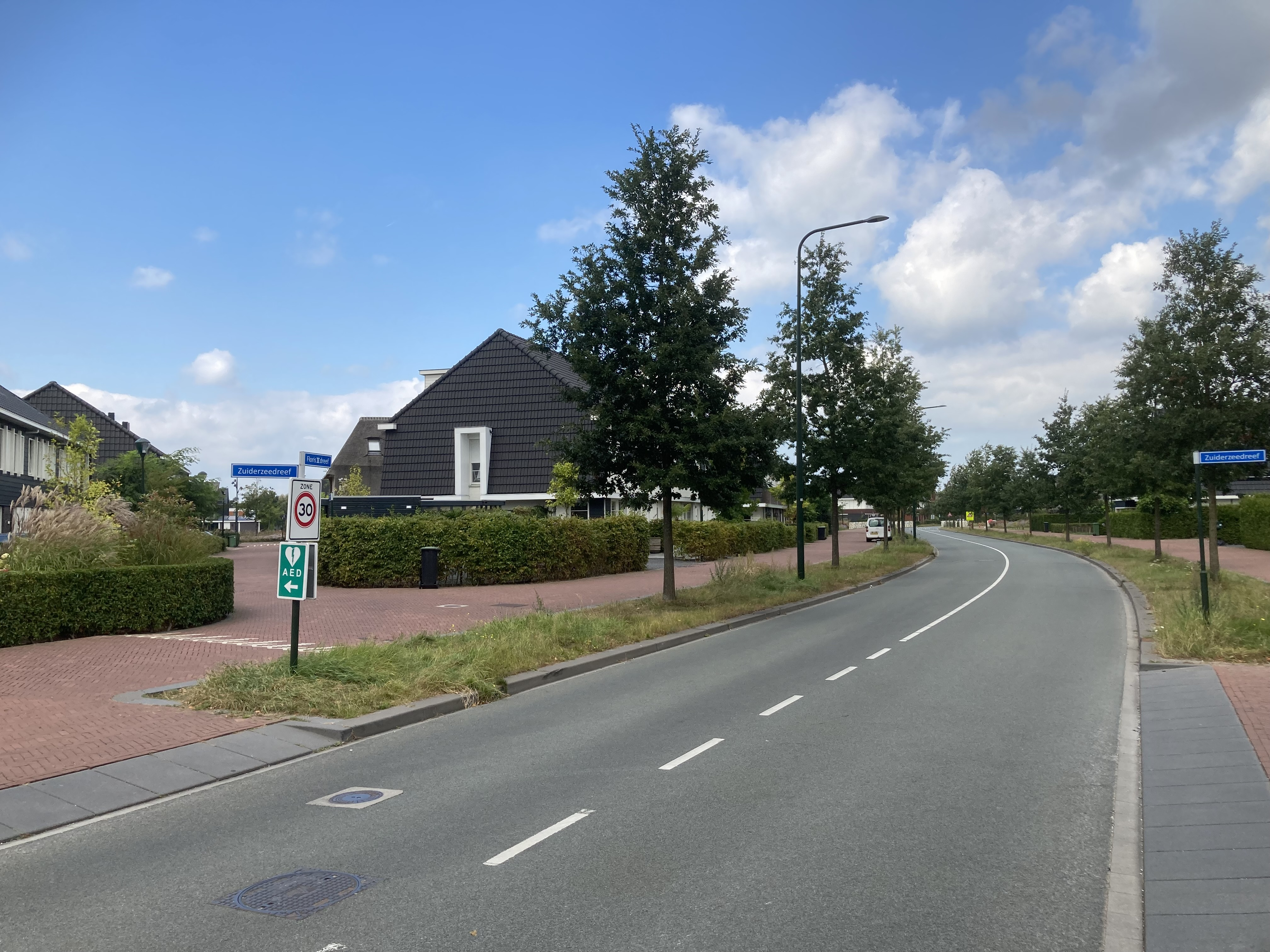
Floris V dreef
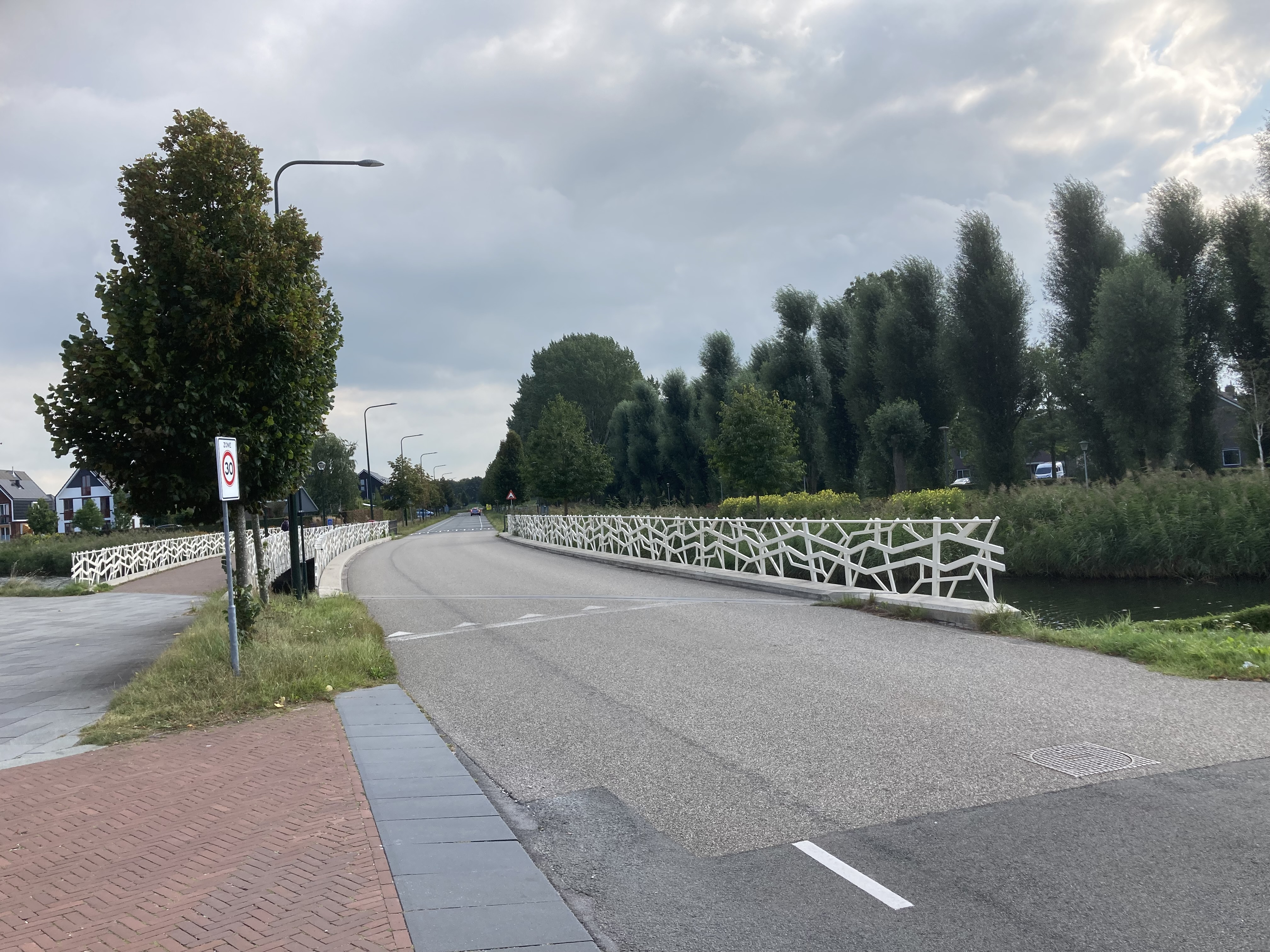
Stroomzijde